# Markéta Řeřichová
Markéta Řeřichová (* 25. srpna 1978, Praha) je česká psychoanalyticky orientovaná psychoterapeutka, zakladatelka organizace odborně pomáhající vysoce ohroženým dětem a rodinám Cestou necestou, básnířka a průkopnice terapie divadlem a terapií fotografováním.

## Život
Pochází z divadelnické rodiny, otec Jan Řeřicha (zemřel 2019) a matka Daniela Řeřichová byli zakladateli mezinárodního festivalu proti totalitě, zlu a násilí Mene Tekel. Bratr Jan Řeřicha (*1975) je sochař, mj. autor unikátních mramorových houslí a mramorové kytary.
Studovala speciální pedagogiku, absolvovala několik výcviků pod vedením Ivany Veltrubské - integrovaný výcvik, výcvik zaměřený na rodinnou terapii a výcvik supervize v pomáhajících profesích I.a II. V letech 2012 – 2018 absolvovala komplexní vzdělání v psychoanalytické psychoterapii. Od roku 2018 je v psychoanalýze u Ivy Andreis, česko-francouzské analytičky lacaniánského směru.

## Působení a dílo
Zpočátku se věnovala převážně teatroterapii, v roce 2000 založila divadelní soubor Kopretina v Domově Palata, jehož členy byli dospělí klienti se středně těžkým až těžkým mentálním a zrakovým postižením. Patronkou divadelního souboru byla herečka Gabriela Vránová. Zabývá se též terapií ohrožených rodin, často využívá umělecky orientované terapie, nicméně převážně se věnuje hlubinné psychoanalytické terapii. Je supervizorkou, členkou Asociace supervizorů v pomáhajících profesích.
V roce 2011 založila spolu s manželem Robertem Neradilem neziskovou organizaci Cestou necestou, jehož posláním je odborná pomoc vysoce ohroženým dětem a rodinám. V roce 2019 byla kolegy z oboru nominována na osobnost neziskového sektoru. V roce 2020 založila projekt Knížky do dětských domovů. V době nouzového stavu během pandemie covidu-19 poskytovala psychoterapie a krizové intervence v rámci několika projektů, některých byla iniciátorkou (krizová intervence v dětském domově, pražská psychopomoc). Dlouhodobě poskytuje psychoterapii dětem v dětských domovech.

### Umělecká tvorba
V roce 2013 vydala básnickou sbírku s fotografiemi Miroslava Lédla A pošli to dál. Je spoluautorkou v básnických sbírkách Pastýři noci, Rybáři odlivu, Řezbáři stínu, Řeka úsvitu, Noc plná žen a Delty domovů. Básnický almanach Pastýři noci, jehož editorem je Vladimír Stibor, získal ocenění Petra Jilemnického.